# Don’t Look Up
Don’t Look Up ist eine US-amerikanische schwarze Komödie des Regisseurs Adam McKay. Der Film lief am 9. und 10. Dezember 2021 in vereinzelten Kinos verschiedener Länder an. Weltweit veröffentlicht wurde der Film auf Netflix am 24. Dezember 2021.

## Handlung
Kate Dibiasky, eine Doktorandin in Astronomie an der Michigan State University, entdeckt einen Kometen auf Kollisionskurs mit der Erde. Ihr Professor, Dr. Randall Mindy, berechnet, dass dieser Global Killer die Erde und die Weltbevölkerung in sechs Monaten und vierzehn Tagen zerstören wird.
Mit dem Vorsitzenden der „Planetary-Defense“-Organisation der NASA, Dr. Teddy Oglethorpe, gehen Dibiasky und Mindy zum Weißen Haus, um die Präsidentin der USA, Janie Orlean, zu informieren. Dort sehen sie sich nicht mit der erhofft besorgten Reaktion konfrontiert. Da die Halbzeitwahlen kurz bevorstehen und die Präsidentin befürchtet, die Nachricht eines nahenden Kometen könnte sich dabei ungünstig für sie auswirken, entscheidet sie, „Ruhe zu bewahren“ und zu „sondieren“. Deshalb entschließen sich Dibiasky und Mindy, an die Öffentlichkeit zu gehen. Dabei müssen sie sich durch die Medienlandschaft navigieren, was nicht die nötige Aufmerksamkeit erreicht. Mindy wird zum Sexsymbol stilisiert, während Dibiasky in Memes im Internet als hysterisch rezipiert wird. Zudem reagiert die Öffentlichkeit mit Verleugnung und Verschwörungstheorien.
Wenig später gerät die Präsidentin wegen eines Sexskandals unter Druck und will sich nun doch um die Gefahr durch den Kometen kümmern. Der Komet soll mit Atombomben abgelenkt werden. Kurz nach den Raketenstarts wird die Mission abgebrochen, weil Peter Isherwell, der CEO eines großen Technikunternehmens und finanzieller Unterstützer der Präsidentin, die auf der Erde nur begrenzt vorhandenen Rohstoffe des Kometen abbauen möchte. Dafür soll der Komet durch mehrere gleichzeitige Explosionen mittels Raketen in kleinere Stücke zerteilt und die Stücke auf der Erde aufgesammelt werden.
Die Öffentlichkeit wird durch das neue Vorhaben gespalten. Einerseits werden die Gefahren durch den Kometen gesehen, andererseits die wirtschaftlichen Möglichkeiten durch die Rohstoffe. Dibiasky schließt sich den Gegnern an. Mindy wirbt dagegen zunächst für die US-Regierung. In einer Fernsehshow kann sich Mindy allerdings nicht mehr zurückhalten und hat einen Wutausbruch über die Menschen, die den Kometen oder seine Gefahr leugnen. Dibiasky und Mindy versöhnen sich wieder; sie sind für den Slogan „Just Look Up“, als der Komet mit dem bloßen Auge sichtbar wird, während die US-Regierung den Slogan „Don't Look Up“ übernimmt.
Ein Versuch anderer Staaten, den Kometen abzulenken, scheitert. Damit bleibt die Mission des Unternehmers Isherwell die einzige Hoffnung. Auch diese Mission scheitert allerdings aufgrund mehrerer technischer Probleme und die Zerteilung gelingt nicht. Die US-Präsidentin, Isherwell und weitere Menschen schaffen es, in einem Raumschiff zu entkommen. Mindy lehnt es ab, mitzukommen und verbringt die verbleibende Zeit mit seiner Familie und Freunden. Der Komet trifft die Erde und löscht nahezu das gesamte Leben aus. Die entkommenen Menschen im Raumschiff landen nach einem 22.740 Jahre langen Kälteschlaf auf einem belebten Planeten. Sie entsteigen dem Raumschiff nackt und unbewaffnet; die Präsidentin Orlean wird sofort von wilden Tieren (genannt Bronteroc) angefallen und gefressen. Es wird angedeutet, dass auch die restlichen Menschen von wilden Tieren getötet werden.
In einer Post-Credit-Szene entsteigt Jason Orlean, Sohn und Stabschef der US-Präsidentin, Gebäudetrümmern auf der Erde, postet ein Selfie-Video im Internet als „letzter Mensch“ und bittet darum, ihm zu folgen und den Beitrag zu teilen.

## Produktion
Im November 2019 schloss die von Adam McKay gegründete Produktionsfirma Hyperobject Industries eine First-Look-Vereinbarung mit Paramount Pictures für die schwarze Komödie Don’t Look Up, die Genrevertretern wie Wag the Dog – Wenn der Schwanz mit dem Hund wedelt, Dr. Seltsam oder: Wie ich lernte, die Bombe zu lieben oder Network nachempfunden ist. McKay führt dabei Regie, schrieb basierend auf einer Geschichte von David Sirota das Drehbuch und ist zusammen mit Kevin J. Messick als Produzent tätig. Im Februar 2020 sicherte sich schließlich Netflix die Rechte am Film, während Jennifer Lawrence als erstes Castmitglied verkündet wurde. Drei Monate später schlossen sich Cate Blanchett, im September 2020 Rob Morgan und im darauffolgenden Monat Leonardo DiCaprio, Meryl Streep, Timothée Chalamet, Jonah Hill, Ariana Grande, Himesh Patel, Kid Cudi sowie Tomer Sisley der Besetzung an. Zuletzt wurde im November 2020 die Beteiligung von Ron Perlman, Tyler Perry sowie Melanie Lynskey, im darauffolgenden Monat von Chris Evans und im Februar 2021 von Mark Rylance sowie Michael Chiklis am Projekt bekannt. Lawrence und DiCaprio verkörpern die im Zentrum der Geschichte stehenden Wissenschaftler, während Streep als US-Präsidentin und Hill als ihr Stabschef zu sehen ist.
Ursprünglich sollten die Dreharbeiten bereits im April 2020 beginnen. Aufgrund der COVID-19-Pandemie erfolgte der Drehstart allerdings erst am 19. November 2020 in Boston mit Kameramann Linus Sandgren. Ebenfalls pandemiebedingt wurde eine Szene, die in einem Stadion mit 20.000 Besuchern spielen soll, mit wenigen Statisten gedreht, die allesamt Masken trugen, Abstand zueinander hielten und in der Postproduktion dupliziert wurden. Am 1. Dezember 2020 drehte man auf einem Bahnsteig der Boston South Station, wo auch ein Acela-Zug zum Einsatz kam. In den Tagen zuvor erfolgten Aufnahmen in der Innenstadt Bostons, in Framingham, in Salisbury und am Wheaton College in Norton. Mitte Dezember 2020 drehte man in Fall River, unter anderem an Bord der Massachusetts, wobei auch Feuerwerk zum Einsatz kam. Am 5. Februar 2021 kam es am Filmset in Brockton zu einem Unfall, bei dem Jennifer Lawrence während einer geplanten Explosion durch umherfliegende Glassplitter im Gesicht verletzt wurde. Die Dreharbeiten wurden daraufhin für den Tag unterbrochen.

## Synchronisation
Die deutschsprachige Synchronisation entstand bei der Interopa Film GmbH in Berlin nach einem Dialogbuch von Marius Clarén und unter der Dialogregie von Susanna Bonaséwicz.
| Rolle                | Schauspieler      | Synchronsprecher   |
| -------------------- | ----------------- | ------------------ |
| Dr. Randall Mindy    | Leonardo DiCaprio | Gerrit Schmidt-Foß |
| Kate Dibiasky        | Jennifer Lawrence | Maria Koschny      |
| Präsidentin Orlean   | Meryl Streep      | Dagmar Dempe       |
| Jason Orlean         | Jonah Hill        | Tobias Müller      |
| Brie Evantee         | Cate Blanchett    | Elisabeth Günther  |
| Benedict Drask       | Ron Perlman       | Tilo Schmitz       |
| General Themes       | Paul Guilfoyle    | Axel Lutter        |
| June Mindy           | Melanie Lynskey   | Anna Carlsson      |
| Phillip              | Himesh Patel      | Nicolás Artajo     |
| Dr. Teddy Oglethorpe | Rob Morgan        | Matti Klemm        |
| Riley Bina           | Ariana Grande     | Lina Rabea Mohr    |
| Peter Isherwell      | Mark Rylance      | Frank Röth         |
| Yule                 | Timothée Chalamet | Marco Eßer         |
| Bash-Erzähler        | (Liev Schreiber)  | Marco Kröger       |

## Rezeption

### Hintergrund
Verschiedene Medien sahen den Film als Allegorie bzw. Parabel auf den Klimawandel und dessen Leugnung, aber auch auf den Umgang mit der COVID-19-Pandemie. So wirke die von Leonardo DiCaprio verkörperte Hauptfigur, ein „Wissenschaftler, der mit exekutiver Beratungsresistenz hadert“, wie ein „Wiedergänger von Amerikas Chefvirologen Anthony Fauci“, erinnere aber zugleich „in Alter und Kleidungsstil eher an Christian Drosten“.
Auch Leonardo DiCaprio erklärte, der Film befasse sich eigentlich mit Wissenschaftsleugnung und dem Klimawandel. Er sei ursprünglich eine Allegorie für Menschen gewesen, die die Klimakrise ignorierten. Er habe sich dann aber während der COVID-19-Pandemie, im Zuge derer eine ganz neue Welle von Wissenschaftsleugnung entstanden sei, weiterentwickelt zu einem Film über Menschen, die Impfungen und Kontaktbeschränkungen ablehnten. Es sei erstaunlich gewesen, zu beobachten, was in der realen Welt passierte, während sie diesen Film drehten. Jennifer Lawrence äußerte, ihre Figur spiegele echte Wissenschaftler wider, die ignoriert würden.
Der Titel Don’t Look Up wurde als Anspielung auf den Slogan „Lock her up!“ („Sperrt sie ein!“) gedeutet, den Anhänger von Donald Trump während des Wahlkampfs zur Präsidentschaftswahl 2016 gegen Hillary Clinton richteten. Die Figur des Technikmagnaten Peter Isherwell wurde als Anspielung auf Jeff Bezos, Elon Musk und Peter Thiel gedeutet.

### Bewertungen
Auf Rotten Tomatoes und Metacritic fielen die Bewertungen gemischt aus. Während bei Rotten Tomatoes 55 % der Kritiker den Film positiv bewerteten, erreichte er einen Metascore von 49/100.
Das Online-Portal Filmdienst gab dem Film nur 2 von 5 möglichen Sternen: „Die satirische Kraft des Films bleibt hinter der spöttischen Eitelkeit zurück, mit der er der amerikanischen Gesellschaft samt und sonders den moralischen Bankrott erklärt.“
Daniel Gerhardt gibt sich in Die Zeit mit der Grundkonstellation des Films zufrieden, allerdings verliere sich der Film in der Darstellung einer polarisierten Gesellschaft: „Nach seiner turbulenten ersten Stunde endet der Film ähnlich sang- und klanglos wie der Planet, auf dem er spielt.“ In derselben Richtung wurde auch kritisiert, dass sich der Film mit der Faktenleugnung einen zu einfachen Gegner ausgesucht habe. Außerdem wurde kritisiert, dass der Film, trotz seiner Länge, es nicht schaffe, eine überzeugende Botschaft zu vermitteln. Dagegen wurde hervorgehoben, dass der Film wichtige Themen aufgreife und dabei die aktuelle gesellschaftliche Lage beschreibe. Viele Kritiker empfanden auch den Humor als gelungen.
Die Zeitschrift fluter – Magazin der Bundeszentrale für politische Bildung schreibt, dass der Film nicht so treffsicher komisch wie die vorangegangenen Komödien des Regisseurs Adam McKay sei. Die Kritik an Entertainment-Politik, Social-Media-Clickbaiting und allmächtigen Internetmogulen fühle sich wie ein Late-Night-Sketch an, der auf zweieinhalb Stunden gestreckt wurde.
Das Redaktionsnetzwerk Deutschland schrieb, es habe selten „eine prächtigere Odyssee durch die wilde See der menschlichen Dummheit und Ignoranz“ zu sehen gegeben und verglich den Film u. a. mit Burn After Reading – Wer verbrennt sich hier die Finger? und Thank You for Smoking. Auch Der Standard lobte, nur selten habe ein Film „den desolaten Zustand der Menschheit so treffsicher beschrieben wie ‚Don’t Look Up‘“. Während das eigentliche Ziel gewesen sei, hinsichtlich der Klimakatastrophe aufzurütteln, passe die im Film gezeigte Zustandsbeschreibung aber genauso gut zur COVID-19-Pandemie.
The Hollywood Reporter schreibt über den Film, er sei „eine zynische, unerträglich selbstgefällige Satire, vollgestopft mit Stars, die vorgibt, die Unaufmerksamkeit von Politik und Medien gegenüber der Klimakrise zu kommentieren, sie aber in Wirklichkeit nur trivialisiert.“
Die Wissenschaftsjournalistin Alina Schadwinkel kommentierte, Don’t Look up sei „eine empörende, aber in Zeiten von Fake News, Unterhaltungsjournalismus, Memes, Staatsoberhäuptern à la Donald Trump und vielerorts noch immer mangelndem Verständnis für wissenschaftlichen Erkenntnisgewinn erschreckend glaubwürdige Geschichte“, die zeige, „wie schnell Fakten zu Meinungen instrumentalisiert werden“ und „welch dramatische Folgen es hat, belastbare wissenschaftliche Erkenntnis als solche zu verkennen“. Der Film sei eine Satire über Wissenschaftsleugner, „die sich mit Ironie, Übertreibung und schmerzhaft beißendem Humor all jenen widmet, die wissenschaftliche Erkenntnis nicht schätzen, zum eigenen Vorteil verbiegen wollen oder gar leugnen“ und lasse vielen „Wissenschaftsenthusiasten, Wissenschaftlerinnen und, ja, Wissenschaftsjournalistinnen das Herz aufgehen, auch weil einige Szenen ihre eigenen Erlebnisse perfekt wiedergeben.“
George Monbiot, Kolumnist des Guardian, betreibt in seiner Kritik des Films Kollegenschelte. Es sei kein Wunder, dass Journalisten den Film schlecht gemacht hätten. Sie hätten sich hundert Ausreden einfallen lassen, um diese Klimazusammenbruchssatire nicht anzusehen: Deren Meinung nach sei sie „stumpf“, „schrill“ und „selbstgefällig“. Aber sie würden das wahre Problem nicht benennen: Es gehe um sie. Nach Ansicht von Monbiot sei der Film eine „kraftvolle Abrechnung mit den grotesken Versäumnissen des öffentlichen Lebens. Und der Bereich, dessen Versagen am brutalsten aufgedeckt wird, sind die Medien.“

### Auszeichnungen (Auswahl)
Vom American Film Institute wurde Don’t Look Up in die Top Ten der Filme des Jahres 2021 aufgenommen. Das National Board of Review nahm Don’t Look Up in die Top Ten Filme des Jahres 2021 auf. Detroit Film Critics Society zeichnete den Film und Adam Mckay in der Kategorie Best Original Screenplay aus. Der Film war für die Golden Globe Awards 2022 in mehreren Kategorien nominiert, u. a. für das beste Drehbuch sowie in den Kategorien „Beste Hauptdarstellerin – Komödie oder Musical“ (Jennifer Lawrence) und „Bester Hauptdarsteller – Komödie oder Musical“ (Leonardo DiCaprio). Zudem erhielt der Film Oscar-Nominierungen in den Kategorien: Bester Film, Bester Schnitt, Beste Filmmusik und Bestes Originaldrehbuch. Er erhielt außerdem den Environmental Media Award 2022 in der Kategorie Spielfilm.